# Mühle in Tiefurt

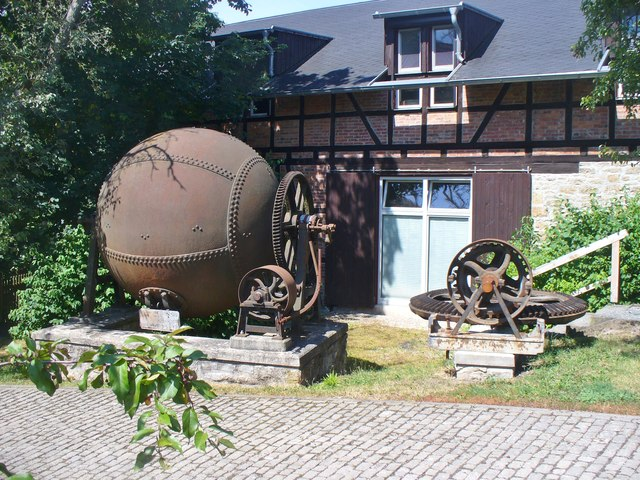
Mühlenreste der Tiefurter Mühle

Die Mühle in Tiefurt ist eine Wassermühle an der Ilm in Tiefurt Hauptstraße 16 und 19 a unweit von Weimar.
Die Mühle soll angeblich bereits 1542 bestanden haben. Gesichert ist das Entstehungsjahr 1619. Ursprünglich diente sie als Getreidemühle, im 18. Jahrhundert war sie auch Ölmühle, im 19. Jahrhundert Papiermühle und zugleich Kartonfabrik. U.a. der erhaltene „Kugelkocher“, ein drehbares Mischgefäß, der direkt von der Hauptstraße her sichtbar ist, erinnert an die einstige Papierfabrikation als letzte Nutzung als Produktionsstätte. Die Stilllegung und Umnutzung zu Wohnzwecken erfolgte im Jahre 1970.
Das Gebäude besteht aus gemauertem Bruchstein und Fachwerk mit Ziegeln. Das Dach besitzt Mansarden.
Die Mühle in Tiefurt steht inhaltlich nicht nur auf der Liste der Kulturdenkmale in Weimar (Ortsteile), worin die gesamte Hauptstraße als Ensemble einbegriffen ist, sondern auch als Einzeldenkmal.